# Lucien Raimbourg
Pour les articles homonymes, voir Raimbourg.
Lucien Raimbourg est un acteur français, né le 14 septembre 1903 à Villeneuve-Saint-Georges et mort le 20 février 1973 dans le 17e arrondissement de Paris
.

## Biographie
Fils du peintre Hyacinthe Louis Raimbourg (1871-1960), il fait du cabaret, du music-hall, du cirque, participe à des revues et se produit comme chansonnier, mais il est surtout connu pour les nombreux seconds rôles qu'il joue au cinéma.
Dans sa filmographie, on notera Austerlitz d'Abel Gance, Le Désordre et la Nuit de Gilles Grangier, L'Increvable de Jean Boyer, Un singe en hiver d'Henri Verneuil.
Mari de la pianiste Alice Gruet (1899-1985) et père du graveur et peintre Claude Raimbourg, Lucien Raimbourg est également cousin éloigné d'André Raimbourg dit Bourvil auprès de qui il ne joua que dans un seul film, Sérénade au Texas (1958), cependant sans scène ensemble .
Comme pour beaucoup de comédiens de cette époque, c'est surtout le théâtre qui est sa véritable passion. Il se produit au TNP, il participe à la création de En attendant Godot de Samuel Beckett, et joue des rôles du répertoire classique (Corneille, Molière, etc.)
Il participe au tournage de nombreux téléfilms, Marie Tudor, La Belle Nivernaise, David Copperfield, L'Homme du Picardie, Les Cinq Dernières Minutes, Vidocq, etc.
Il meurt le 20 février 1973 à 69 ans, après une intervention chirurgicale. Il est enterré au cimetière parisien de Saint-Ouen (Seine-Saint-Denis).

## Théâtre
- 1953 : Les Invités du bon Dieu d'Armand Salacrou, mise en scène Yves Robert, Théâtre Saint-Georges
- 1953 : En attendant Godot de Samuel Beckett, mise en scène Roger Blin, Théâtre de Babylone
- 1954 : Amédée ou Comment s'en débarrasser d'Eugène Ionesco, mise en scène Jean-Marie Serreau, Théâtre de Babylone
- 1956 : Le Mari, la Femme et la Mort d'André Roussin, mise en scène Louis Ducreux, Théâtre des Célestins, tournée Karsenty
- 1957 : Ce soir on improvise de Luigi Pirandello, mise en scène Sacha Pitoëff, Théâtre de l'Alliance française, Théâtre de l'Athénée
- 1958 : La Tour d'ivoire de Robert Ardrey, mise en scène Jean Mercure, Théâtre des Bouffes-Parisiens
- 1958 au théâtre : Sérénade au Texas, de Richard Pottier
- 1960 : Un garçon d'honneur d'Antoine Blondin et Paul Guimard d'après Le Crime de Lord Arthur Saville d'Oscar Wilde, mise en scène Claude Barma, Théâtre Marigny
- 1960 : La Résistible Ascension d'Arturo Ui de Bertolt Brecht, mise en scène Georges Wilson, TNP Théâtre de Chaillot
- 1961 : L'Express-liberté de Lazare Kobrynski, mise en scène de l'auteur, Odéon-Théâtre de France
- 1961 : En attendant Godot de Samuel Beckett, mise en scène Roger Blin, Odéon-Théâtre de France
- 1961 : Football de Pol Quentin et Georges Bellak, mise en scène Michel Fagadau, Théâtre de la Gaîté-Montparnasse
- 1962 : Architruc de Robert Pinget, mise en scène Georges Peyrou, Comédie de Paris
- 1963 : Lumières de bohème de Ramón María del Valle-Inclán, mise en scène Georges Wilson, TNP Théâtre de Chaillot
- 1963 : On ne peut jamais dire de George Bernard Shaw, mise en scène René Dupuy, Théâtre Gramont
- 1964 : Le Système Fabrizzi d'Albert Husson, mise en scène Sacha Pitoëff, Théâtre des Célestins
- 1965 : L'Illusion comique de Pierre Corneille, mise en scène Georges Wilson, cour d'honneur du palais des papes festival d'Avignon, TNP
- 1965 : Hamlet de William Shakespeare, mise en scène Georges Wilson, cour d'honneur du palais des papes, festival d'Avignon, TNP
- 1965 : La Folle de Chaillot de Jean Giraudoux, mise en scène Georges Wilson, TNP Théâtre de Chaillot
- 1966: Laurette ou l'Amour voleur de Marcelle Maurette et Marc-Gilbert Sauvajon, mise en scène Pierre Fresnay, Théâtre de la Michodière[4]
- 1967 : Opéra pour un tyran d'Henri-François Rey, mise en scène André Barsacq, Théâtre de l'Atelier
- 1967 : Tueur sans gages d'Eugène Ionesco, mise en scène Jacques Mauclair, Festival du Marais
- 1968 : Service de nuit de Muriel Box et Sydney Box, mise en scène Jacques Mauclair, Théâtre Gramont
- 1969 : La Résistible Ascension d'Arturo Ui de Bertolt Brecht, mise en scène Georges Wilson, TNP Théâtre de Chaillot
- 1969 : Fin de carnaval de Josef Topol, mise en scène Pierre Debauche, Théâtre des Amandiers
- 1970 : En attendant Godot de Samuel Beckett, mise en scène Roger Blin, Théâtre Récamier
- 1971 : La Cerisaie d'Anton Tchekhov, mise en scène Pierre Debauche, Maison de la Culture Nanterre

## Filmographie

### Cinéma
- 1932 : L'affaire est dans le sac de Pierre Prévert : Le client myope au chapeau de curé
- 1933 : Ciboulette de Claude Autant-Lara : Victor
- 1934 : Minuit, place Pigalle de Roger Richebé
- 1934 : Un chien qui raccroche de Santiago Ontañón et R. Soriano (Court-métrage)
- 1935 : Le commissaire est bon enfant de Jacques Becker et Pierre Prévert (Court-métrage)
- 1943 : La Bourse ou la Vie ou Adieu Léonard de Pierre Prévert
- 1947 : Voyage Surprise de Pierre Prévert : M. Duroc
- 1947 : Une aventure de Polop de Walter Kapps (Court-métrage)
- 1949 : Les Amants de Vérone d'André Cayatte : Le régisseur
- 1952 : Nous sommes tous des assassins d'André Cayatte
- 1954 : Le Chevalier de la nuit de Robert Darène : L'indicateur
- 1954 : L'Air de Paris de Marcel Carné : L'employé d'hôpital
- 1954 : Tout chante autour de moi de Pierre Gout
- 1955 : Le Dossier noir d'André Cayatte : Titiche
- 1955 : Les salauds vont en enfer de Robert Hossein : Le gardien chef
- 1956 : Cette sacrée gamine de Michel Boisrond : Le vieil inspecteur
- 1956 : La Plus Belle des vies de Claude Vermorel : Labrousse
- 1956 : La vie est belle de Roger Pierre et Jean-Marc Thibault : Oncle Doudou
- 1957 : Élisa de Roger Richebé: Bardy
- 1957 : Le rouge est mis de Gilles Grangier : Jo
- 1957 : Celui qui doit mourir de Jules Dassin : Kostandis
- 1957 : C'est arrivé à 36 chandelles d'Henri Diamant-Berger : Garousse
- 1957 : Ces dames préfèrent le mambo de Bernard Borderie : Le médecin
- 1958 : Échec au porteur de Gilles Grangier : L'agent Gramier
- 1958 : Rafles sur la ville de Pierre Chenal : Un partenaire à la belote
- 1958 : Le Désordre et la Nuit de Gilles Grangier : L'ivrogne
- 1958 : Les Jeux dangereux de Pierre Chenal
- 1958 : Sans famille (roman) d'André Michel : Un gendarme
- 1958 : La Vie à deux de Clément Duhour : Un homme attablé au restaurant
- 1958 : Les Naufrageurs de Charles Brabant
- 1958 : Sérénade au Texas de Richard Pottier : Ben
- 1959 : La Sentence de François Villiers : François, le pêcheur
- 1959 : Du rififi chez les femmes d'Alex Joffé : L'homme chauve au bar
- 1959 : Le Petit Prof de Carlo Rim : Le créancier
- 1959 : Douze Heures d'horloge de Gezà Radvanyi : M. César
- 1959 : L'Increvable de Jean Boyer : M. Boudoux
- 1959 : Les Tripes au soleil de Claude Bernard-Aubert
- 1959 : 125, rue Montmartre de Gilles Grangier : Victor
- 1960 : La Corde raide de Jean-Charles Dudrumet : Le portier de l'hôpital
- 1960 : Le Dialogue des Carmélites de Philippe Agostini et Raymond Leopold Bruckberger : Le commissaire adjoint
- 1960 : Austerlitz d'Abel Gance : Fouché
- 1961 : À rebrousse-poil de Pierre Armand : le professeur Campu
- 1961 : L'Engrenage de Max Kalifa
- 1961 : Pleins Feux sur l'assassin de Georges Franju : Julien
- 1961 : Dynamite Jack de Jean Bastia : Sheriff Scotty
- 1961 : La Pendule à Salomon de Vicky Ivernel
- 1962 : Cartouche de Philippe de Broca : Le maréchal
- 1962 : Un singe en hiver d'Henri Verneuil : Le jardinier
- 1962 : Le Caporal épinglé de Jean Renoir : l'employé de gare
- 1963 : Le Cheval de bataille de Claude Guillemot (Court-métrage)
- 1963 : Chair de poule de Julien Duvivier : Roux
- 1964 : L'Homme de Rio de Philippe de Broca : Le général
- 1964 : L'assassin viendra ce soir de Jean Maley : M. Muller
- 1964 : Les Pieds nickelés de Jean-Claude Chambon
- 1965 : Le Dix-septième ciel de Serge Korber
- 1965 : Les Dix Petits Indiens de George Pollock
- 1966 : Question d'honneur de Luigi Zampa
- 1967 : Un idiot à Paris de Serge Korber: Catolle
- 1968 : La Femme écarlate de Jean Valère
- 1969 : Les Caprices de Marie de Philippe de Broca : Le marieur
- 1970 : Paix sur les champs de Jacques Boigelot : le jardinier
- 1970 : Traité du rossignol de Jean Fléchet : Le père de Mélainie
- 1970 : L'Île aux coquelicots de Salvatore Adamo et Eddy Matalon
- 1970 : Ils de Jean-Daniel Simon : Lebertjet
- 1971 : La Cavale de Michel Mitrani : L'inspecteur
- 1971 : La Plus Longue Nuit du diable de Jean Brismée : Mason
- 1971 : Atout Sexe / Flash love de Jean-Marie Pontiac
- 1971 : Jupiter de Jean-Pierre Prévost
- 1972 : Les Yeux fermés de Joël Santoni : Pépère
- 1972 : Na ! de Jacques Martin : C.H. Baillard
- 1973 : Une saison dans la vie d'Emmanuel de Claude Weisz : Le curé

### Télévision
- 1954 : La Nuit d'Austerlitz de Stellio Lorenzi (Téléfilm) : Le veilleur de nuit
- 1956 : Doris de Jean Vernier (Téléfilm) : Larose
- 1957 : Sainte Jeanne de Claude Loursais (Téléfilm)
- 1957 : Le Baladin du monde occidental de Marcel Bluwal (Téléfilm) : Le vieux Mahon
- 1958 : Misère et Noblesse de Marcel Bluwal (Téléfilm) : Don Glachino
- 1959, 1962, 1964, 1966, 1967 et 1971 : Les Cinq Dernières Minutes de Claude Loursais (Série TV) : M. Chatelard / Le garde national #2 / Marcel Bricoud / Père Grenadine, le berger / Rétinois / Francinet
- 1960 : Bastoche et Charles-Auguste de Bernard Hecht (Série TV) : Castille
- 1960 : Tony, le fils du cirque de Bernard Hecht (Série TV) : Le père de Marco
- 1960 : L'Homme à l'oreille cassée de Vicky Ivernel (Téléfilm)
- 1960 : Un beau dimanche de septembre de Marcel Cravenne (Téléfilm) : Le concierge
- 1962 : L'inspecteur Leclerc enquête, de Yannick Andreï (Série TV) : Billy
- 1962 : Pauvre Martin (Téléfilm) : Le père Baptiste
- 1963 : Thierry la Fronde de Robert Guez (Série TV) : Guillaume
- 1964 : Les Joyeuses Commères de Windsor de Lazare Iglesis (Téléfilm) : Juge Shallow
- 1965 : La Misère et la Gloire d'Henri Spade (Téléfilm) : De Broval
- 1965 : Une nuit sans lendemain de Lazare Iglesis : Vérécondo
- 1965 : Les Complices de l'aube de Maurice Cazeneuve (Série TV)
- 1965 : Les Jeunes Années de Joseph Drimal (Série TV) : Georges, le régisseur de l'Atelier
- 1965-1966 : Le Théâtre de la jeunesse (Série TV) : Barkis / Le directeur
- 1966 : Illusions perdues de Maurice Cazeneuve : Doguereau
- 1966 : Marie Tudor d'Abel Gance : Joshua
- 1966 : Rouletabille d'Yves Boisset (Série TV) : Père Jacques
- 1967 : Le Crime de la rue de Chantilly de Guy Jorré (Téléfilm) : Le concierge
- 1968 : L'Homme de l'ombre de Guy Jorré (Série TV)
- 1968 : La Prunelle d'Edmond Tiborovsky (Série TV)
- 1968 : En votre âme et conscience, épisode : L'Affaire Beiliss ou Un personnage en plus et en moins de  Jean Bertho
- 1968 : L'Homme du Picardie de Jacques Ertaud (Série TV) : Léon Bouvines
- 1969 : Les Trois Portes d'Abder Isker : Léon
- 1970 : Les Enquêteurs associés, de Serge Korber (Série TV)
- 1970 : Ça vous arrivera demain de Jean Laviron (Série TV) : M. Maingourd
- 1971 : Le Voyageur des siècles de Jean Dréville : Le Professeur Cloutier
- 1971 : Les Nouvelles Aventures de Vidocq de Marcel Bluwal (Série TV) : Barbazon
- 1973 : Le Canari de Peter Kassovitz (Téléfilm) : Levy
- 1973 : La Ligne de démarcation de Robert Mazoyer (Série TV) : Le fermier (segment Guillaume)
- 1973 : Poly en Tunisie de Claude Boissol (Série TV) : Monsieur Fleur

### Doublage
- 1960 : L'Homme à la peau de serpent : le pompiste
- 1961 : L'Espionne des Ardennes : le major
- 1966 : Les Russes arrivent : Fendall Hawkins
- 1967 : Le Bal des vampires : le cocher
- 1967 : Astérix le Gaulois : Panoramix
- 1968 : Astérix et Cléopâtre : Panoramix
- 1968 : Les Fous du volant (série animée) : le professeur Maboulette